# Milo Đukanović
Milo Đukanović (magyar átírással: Milo Gyukanovics, cirill írással: Мило Ђукановић, Nikšić 1962. február 15. –) montenegrói politikus, három évtizeden keresztül volt Montenegró miniszterelnöke vagy köztársasági elnöke. 1991-től 1998-ig, majd 2003-tól 2006-ig, 2008-tól 2010-ig, valamint 2012-től 2016-ig miniszterelnökként tevékenykedett. 1998-tól 2002-ig, majd 2018-tól 2023-ig köztársasági elnökként tevékenykedett. Đukanović a Szocialista Demokrata Pártnak hosszú távú elnöke 1998-tól 2023-ig. Ez a párt eredetileg az egykori Jugoszláv Kommunista Szövetség montenegrói ága, amely az 1990-es többpárti rendszer bevezetésétől, egészen a 2020-as parlamenti választásokon bekövetkezett vereségig egyedül vagy koalícióban irányította Montenegrót.

## Pályafutása
Amikor Đukanović először jelent meg a politikai színtéren, Slobodan Milošević közeli szövetségese volt. Kabinetje aktívan részt vett Dubrovnik ostromában (1991–1992). Đukanović támogatta Momir Bulatović megállapodását Lord Carringtonnal, melynek eredményeként 1992-ben  függetlenségi népszavazás tartottak Montenegróban és melyen a választók a Jugoszláviában maradás mellett döntöttek. Azonban, 1996-ban Đukanović elhatárolódott Miloševićtől és a szövetségi kormánytól, elhagyva a közös szerb és montenegrói jövőképet, a montenegrói nacionalizmus, az állami függetlenség és a különálló montenegrói identitás javára. Ez a kormánypárt megosztottságához és a Bulatović vezette, uniópárti frakció kiválásához vezetett. Röviddel ezután Đukanović vékony különbséggel legyőzte Bulatovićot az 1997-es elnökválasztáson. 1999-ben tárgyalásokat folytatott a nyugati hatalmakkal, hogy korlátozza a Montenegrót érintő légicsapásokat a jugoszláviai NATO-bombázás során. Đukanović úgyszintén felügyelte a német márka mint új pénznem bevezetését Montenegróban, mely a jugoszláv dinárt váltotta fel.
Milošević megdöntését követően (2000) megállapodást írt alá az új szerb kormánnyal (2003), amely lehetővé tette Montenegró függetlenségét. Három évvel később a 2006-os évi függetlenségi népszavazás az államuniótól való hivatalos elszakadáshoz és Montenegró új alkotmányának kihirdetéséhez (2007) vezetett. Đukanović folytatta a NATO-hoz és az EU-hoz való közeledési politikáját, amelynek eredményeként Montenegró 2017-ben NATO-tagország lett. Elnöksége és miniszterelnöksége alatt felügyelte az állami vállalatok privatizációját a külföldi befektetők és cégek számára. A kormánypárt több korrupciós botránya 2019-ben kormányellenes tüntetéseket váltott ki, míg 2020-ban az ellentmondásos vallástörvény újabb tiltakozási hullámot váltott ki. A 2020-as parlamenti választásokon, három évtizede először, az ellenzék több szavazatot szerzett, mint Đukanović kormánypártja.

## Fordítás
- Ez a szócikk részben vagy egészben  a   Milo Đukanović című angol Wikipédia-szócikk ezen változatának fordításán alapul.  Az eredeti cikk szerkesztőit annak laptörténete sorolja fel. Ez a jelzés csupán a megfogalmazás eredetét és a szerzői jogokat jelzi, nem szolgál a cikkben szereplő információk forrásmegjelöléseként.